# Bia peruana
Bia peruana é uma borboleta neotropical da família Nymphalidae, subfamília Satyrinae e tribo Brassolini (único gênero da subtribo Biina), encontrada apenas no Peru. Esta espécie fora classificada, junto com a espécie mais conhecida, Bia actorion, como sendo da subfamília Satyrinae, mas estudos posteriores determinaram que ela realmente pertencia aos Morphinae. Porém novos estudos, utilizando características de genes mitocondrial e nucleares, determinaram que todos os Morphinae (tribos Morphini, Brassolini e Amathusiini) fossem colocados em Satyrinae, tornando Morphinae uma subfamília inexistente. Em vista superior, esta borboleta apresenta um padrão de coloração amarronzada, com reflexos iridescentes em azul nas asas posteriores; o que a faz diferir de actorion, que apresenta reflexo em azul nas asas dianteiras. Em vista inferior, apresenta padrão de coloração similar ao desta última espécie citada.

## Hábitos
É provável que as borboletas da espécie B. peruana apresentem os mesmos hábitos de B. actorion.[carece de fontes?]